# John Whitehurst
 John Whitehurst, född 1713, död 1788, var en brittisk geolog och medlem i Lunar Society.
Han lämnade skolan tidigt och blev urmakare efter sin far. Han öppnade en egen butik i Derby 1746. Där reparerade han också termometrar, barografer och andra vetenskapliga instrument. 
Whitehurst var intresserad av sin hembygd norra Peak District. Han gjorde utfärder dit ensam och med Josiah Wedgwood och Erasmus Darwin.  Whitehurst blev medlem i Lunar Society, som Darwin hade grundat.
Whitehurst var vän till Joseph Wright, som målade hans porträtt med Vesuvius i bakgrunden. Målningen finns i Derby Museum and Art Gallery.